# Sprouts Farmers Market
Sprouts Farmers Market, Inc. är ett amerikanskt detaljhandelsföretag som driver livsmedelsaffärer med inriktning på ekologisk mat i 23 amerikanska delstater. De förfogade över 362 livsmedelsaffärer och hade omkring 33 000 anställda för den 3 januari 2021.
Detaljhandelskedjan grundades 2002 i Chandler i Arizona av släkten till detaljhandelsentreprenören Henry Boney som startade upp ett fruktstånd i La Mesa i Kalifornien 1943. Han startade senare upp flera detaljhandelskedjor och som han sålde, vissa startades också tillsammans med sina barn. 2011 förvärvade riskkapitalbolaget Apollo Global Management Sprout och en annan detaljhandelskedja i Henry's Farmers Market, som släkten hade grundat 1975 och sålde 1999, som blev fusionerade med varandra och man beslutade att företaget skulle fortsätta heta Sprout. Året efter förvärvade Apollo även Sunflower Farmers Market som också blev fusionerad med Sprouts. 2013 blev företaget ett publikt aktiebolag och aktien började handlas på Nasdaq.
Huvudkontoret ligger i Phoenix i Arizona.

## Närvaro
De har närvaro i följande delstater för den 3 januari 2021:
Notering: Siffror inom parentes är antalet livsmedelsaffärer i den specifika delstaten.
| - Alabama (3) - Arizona (42) - Colorado (32) - Delaware (1) - Florida (23) - Georgia (16) - Kalifornien (126) - Kansas (5) - Louisiana (1) - Maryland (5) - Missouri (3) - Nevada (13) | - New Jersey (1) - New Mexico (9) - North Carolina (5) - Oklahoma (11) - Pennsylvania (2) - South Carolina (1) - Tennessee (6) - Texas (47) - Utah (5) - Virginia (1) - Washington (4) |